# 木部佳昭
木部 佳昭（きべ よしあき、1926年6月7日 - 2001年9月2日）は、日本の政治家。自由民主党衆議院議員（10期）。位階は正三位。

## 来歴・人物
静岡県伊東市出身。中央大学専門部法学科。
河野一郎農相秘書官などを経て、1963年、総選挙に静岡2区（中選挙区）から初当選。以降、通算当選10回。中曽根康弘の腹心として知られ、党内では河野→中曽根→渡辺→村上・亀井→江藤・亀井派に所属。1976年と1979年の総選挙では、連続して敗北。1980年の総選挙で再選。
経済企画政務次官、衆議院運輸委員長などを経て1984年、第2次中曽根改造内閣で建設大臣として初入閣。その後も北海道開発庁長官、沖縄開発庁長官、自民党総務会長などを歴任。
2000年の総選挙では自民党に逆風が吹く中、選挙区では保守分裂が起こり、票が割れて民主党新人の細野豪志に敗れ落選した。
2001年9月2日、肺気腫のため東京都文京区の病院で死去。享年75。

## 家族
- 甥-木部一（きべ　いち）
  - 慶應義塾大学文学部卒業。
  - 2006年まで自民党員だったが、同年11月、新党日本入党。静岡県支部長を務める。2007年5月10日、離党し、無所属[3]。
  - 2007年の第21回参議院議員通常選挙静岡県選挙区に無所属で立候補したが、落選した。（法定得票数は確保）
  - 選挙中は、新党大地代表の鈴木宗男が浜松市、静岡市で応援演説をおこなった[4]。